# Timoneda (Lladurs)
Timoneda és una de les set entitats de població del municipi de Lladurs (Solsonès). Està situada al nord del municipi en la seva part central. El seu territori es reparteix entre el vessant oriental de la Ribera Salada i el vessant meridional de la riera de Canalda. No té cap nucli de poblament agrupat.

## Demografia
| Evolució demogràfica |            |            |            |                   |                   |                   |       |
| Any                  | Nucli urbà | Nucli urbà | Nucli urbà | Poblament dispers | Poblament dispers | Poblament dispers | Total |
| Any                  | Homes      | Dones      | Total      | Homes             | Dones             | Total             | Total |
| 2000                 | 0          | 0          | 0          | 12                | 11                | 23                | 23    |
| 2001                 | 0          | 0          | 0          | 12                | 11                | 23                | 23    |
| 2002                 | 0          | 0          | 0          | 12                | 11                | 23                | 23    |
| 2003                 | 0          | 0          | 0          | 11                | 10                | 21                | 21    |
| 2004                 | 0          | 0          | 0          | 11                | 10                | 21                | 21    |
| 2005                 | 0          | 0          | 0          | 11                | 10                | 21                | 21    |
| 2006                 | 0          | 0          | 0          | 11                | 11                | 22                | 22    |
| 2007                 | 0          | 0          | 0          | 11                | 10                | 21                | 21    |
| 2008                 | 0          | 0          | 0          | 13                | 11                | 24                | 24    |
| Font: INE            |            |            |            |                   |                   |                   |       |